# Lodowce Islandii

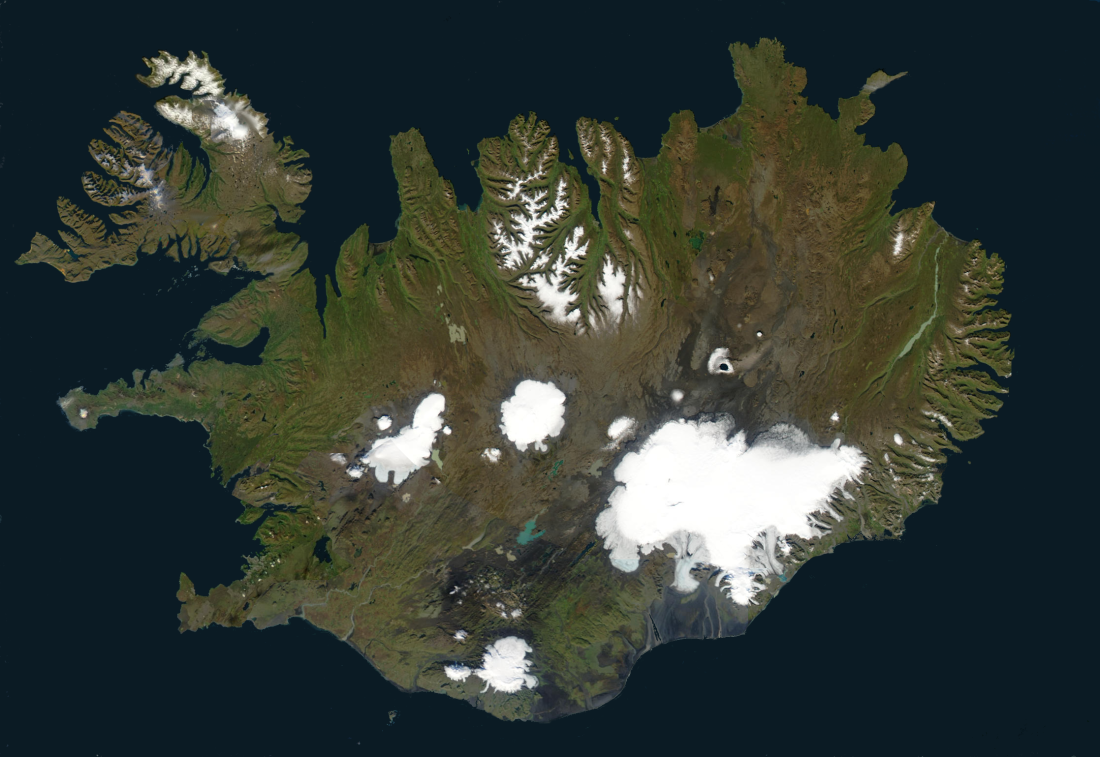
Lodowce Islandii

Lodowce Islandii – lodowce znajdujące się na Islandii stanowią około 10% powierzchni wyspy – w 2014 roku zajmowały 10 500 km² podczas gdy całkowita powierzchnia Islandii to 103 000 km². W 2014 roku lodowce niosły 3400 km³ wody, co odpowiadałoby warstwie lodu o grubości 33 m na powierzchni całej wyspy. Ponad 99% zasobów wody pitnej Islandii zmagazynowanej jest w lodowcach.     
Wskutek zmian klimatycznych lodowce Islandii topią się i ich masa się zmniejsza. W latach 2000–2018 ich powierzchnia zmniejszyła się o 600 km², a od końca XIX w. o ok. 2 tys. km². W ostatnich latach średnie tempo zmniejszania się lodowców to ok. 40 km² rocznie. W latach 1995–2018 lodowce utraciły 250 km³ swojej masy, co stanowiło ok. 7% ich masy ogólnej. Gdyby wszystkie lodowce Islandii się naraz stopiły, to poziom mórz i oceanów podniósłby się o ok. 1 cm. 
W 2014 roku jako pierwszy utracił status lodowca stopniały Okjökull. 18 sierpnia 2019 roku dokonano jego uroczystego pożegnania z udziałem m.in. ministra ds. ochrony środowiska Guðmundura Ingi Guðbrandssona i pisarza Andriego Snæra Magnasona, który jest autorem treści pamiątkowej tablicy ustawionej w miejscu dawnego lodowca. Szacuje się, że w ciągu kolejnej dekady zniknie lodowiec Hofsjökull eystri.
60% wszystkich lodowców na Islandii pokrywa tereny aktywne wulkanicznie. Pod lodowcem Mýrdalsjökull na południu wyspy znajduje się czynny wulkan Katla, który wybuchał ponad 20 razy od momentu zasiedlenia Islandii, często powodując powodzie lodowcowe – jökulhlaup. Wybuch wulkanu Eyjafjallajökull pod lodowcem o tej samej nazwie w 2010 roku wyniósł ogromne masy pyłu, co spowodowało problemy w transporcie powietrznym na całym świecie. Lodowiec Torfajökull pokrywa jeden z najbardziej aktywnych  geotermalnie terenów na wyspie. 

## Nazwy
Tradycyjne nazwy lodowców na Islandii są – poza kilkoma wyjątkami – dwuczłonowe – pierwszy człon to część opisowa a drugi to jökull (pol. lodowiec). Część opisowa nawiązuje albo do charakterystycznej cechy krajobrazu (ponad 50%), rzeki lub cieku wypływającego z lodowca (20%), gospodarstwa rolnego w sąsiedztwie (11%), cechy kulturowej (7%), kształtu lub lokalizacji (5%) albo do osoby lub postaci ludowej (4%).  

## Największe lodowce Islandii
Poniższa lista prezentuje 13 największych lodowców za islandzkim Narodowym Urzędem Geodezji (stan na rok 2011). Są one przedstawione od największego do najmniejszego. 
|    | Zdjęcie | Lodowiec          | Powierzchnia |
| -- | ------- | ----------------- | ------------ |
| 1  |         | Vatnajökull       | 8 300 km²    |
| 2  |         | Langjökull        | 953 km²      |
| 3  |         | Hofsjökull        | 925 km²      |
| 4  |         | Mýrdalsjökull     | 596 km²      |
| 5  |         | Drangajökull      | 160 km²      |
| 6  |         | Eyjafjallajökull  | 78 km²       |
| 7  |         | Tungnafellsjökull | 48 km²       |
| 8  |         | Þórisjökull       | 32 km²       |
| 9  |         | Eiríksjökull      | 22 km²       |
| 10 |         | Þrándarjökull     | 22 km²       |
| 11 |         | Tindfjallajökull  | 19 km²       |
| 12 |         | Torfajökull       | 15 km²       |
| 13 |         | Snæfellsjökull    | 11 km²       |